# Inchy-en-Artois

Inchy-en-Artois este o comună în departamentul Pas-de-Calais, Franța. În 1 ianuarie 2022 avea o populație de 576 de locuitori.